# لری گراهام
لری گراهام (انگلیسی: Larry Graham؛ زادهٔ ۱۴ اوت ۱۹۴۶) یک موسیقی‌دان اهل ایالات متحده آمریکا است. وی از سال ۱۹۶۱ میلادی تاکنون مشغول فعالیت بوده‌است.